# Otto Meissner

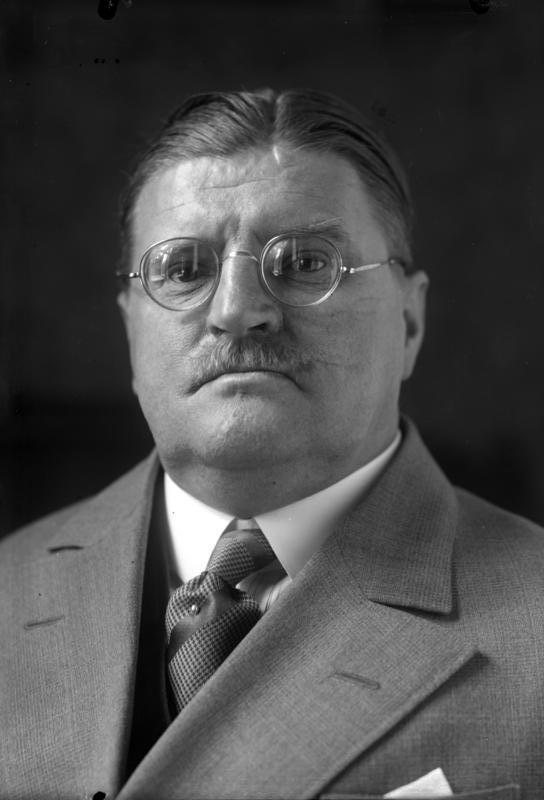
Otto Meissner (1930)

Otto Lebrecht Eduard Daniel Meissner (* 13. März 1880 in Bischweiler, Elsaß-Lothringen; † 27. Mai 1953 in München) war ein deutscher Diplomat und Staatsbeamter in der Zeit des Kaiserreichs, der Weimarer Republik und des NS-Staats. Er leitete ohne Unterbrechung von 1920 bis 1945 das Büro der Reichspräsidenten Friedrich Ebert und Paul von Hindenburg sowie die Präsidialkanzlei Adolf Hitlers.

## Leben und Wirken

### Frühe Jahre (bis 1919)
Otto Meissner wurde als Sohn des Postbeamten Gustav Rudolf Meissner und seiner Ehefrau Magdalena Albertine Meissner – geborene Hetzel – im Elsass geboren, das zu dieser Zeit ein Teil des Deutschen Reiches war. Ein entfernter Verwandter Meissners war der populäre französische General der Napoleonischen Kriege, Jean-Baptiste Kléber. Aufgrund seiner elsässischen Herkunft beherrschte Meissner neben dem Deutschen auch das Französische und das Elsässerditsch, sprach und schrieb zudem fließend Russisch und Lateinisch. Während seiner Kindheit in Straßburg besuchte er das dortige Gymnasium.
Von 1898 bis 1903 studierte Meissner Rechtswissenschaft an der Universität Straßburg. Während seines Studiums, das er mit der Promotion zum Dr. jur. und dem Prädikat summa cum laude abschloss, wurde Meissner 1898 Mitglied der Straßburger Burschenschaft Germania, der er bis zu seinem Tode angehörte. Außerdem lernte er den Juristen Heinrich Doehle kennen, der von 1920 bis 1945 sein engster Mitarbeiter im Büro des Reichspräsidenten wurde. Nach dem Studium leistete Meissner von 1903 bis 1904 als Einjährig-Freiwilliger seinen Wehrdienst ab.
1906 trat Meissner als Gerichtsassessor in den elsass-lothringischen Justizdienst ein. Aus der 1908 geschlossenen Ehe mit Hildegard Roos gingen der Sohn Hans-Otto Meissner (1909–1992) und die Tochter Hildegard Meissner, verh. Stille (1917–1983), hervor. 1908 wechselte Meissner in den Verwaltungsdienst als Regierungsassessor bei der Kaiserlichen Generaldirektion der Eisenbahnen in Elsass-Lothringen und Luxemburg über. In den Jahren 1915 bis 1917 nahm Meissner im 4. Lothringischen Infanterie-Regiment Nr. 136 am Ersten Weltkrieg teil, zuletzt als Hauptmann der Reserve. Während dieser Zeit traf er 1915 erstmals auf Paul von Hindenburg, der ihn für seine Verdienste beim raschen Bau einer Eisenbahnbrücke mit dem Eisernen Kreuz auszeichnete und positiv in Erinnerung behielt.
Ab 1916 war Meissner als Verkehrsreferent bei den Militäreisenbahndirektionen in Brest-Litowsk, in Warschau und seit April 1917 in Bukarest sowie zuletzt bei der Eisenbahnzentralstelle in Kiew tätig. Anschließend wurde er in den diplomatischen Dienst übernommen und fungierte ab 1918 als deutscher Geschäftsträger bei der ukrainischen Regierung in Kiew. Im Februar und März 1919 gelang es Meissner – nach dem völligen Zusammenbruch aller Organisationsstrukturen in den deutsch besetzten Gebieten Osteuropas infolge der deutschen Kriegsniederlage Ende 1918 –, einen Zug mit mehreren hundert in der Ukraine gestrandeten ehemaligen Besatzungssoldaten über eine Strecke von mehreren tausend Kilometern und durch mehrere Bürgerkriegsgebiete ins Deutsche Reich zu manövrieren. Überdies konnte er die ihm anvertraute Kasse der deutschen Gesandtschaft in Kiew mit 3,4 Millionen Mark retten und der Reichsregierung in Berlin übergeben.

### Mitarbeiter des Reichspräsidenten (1919–1934)

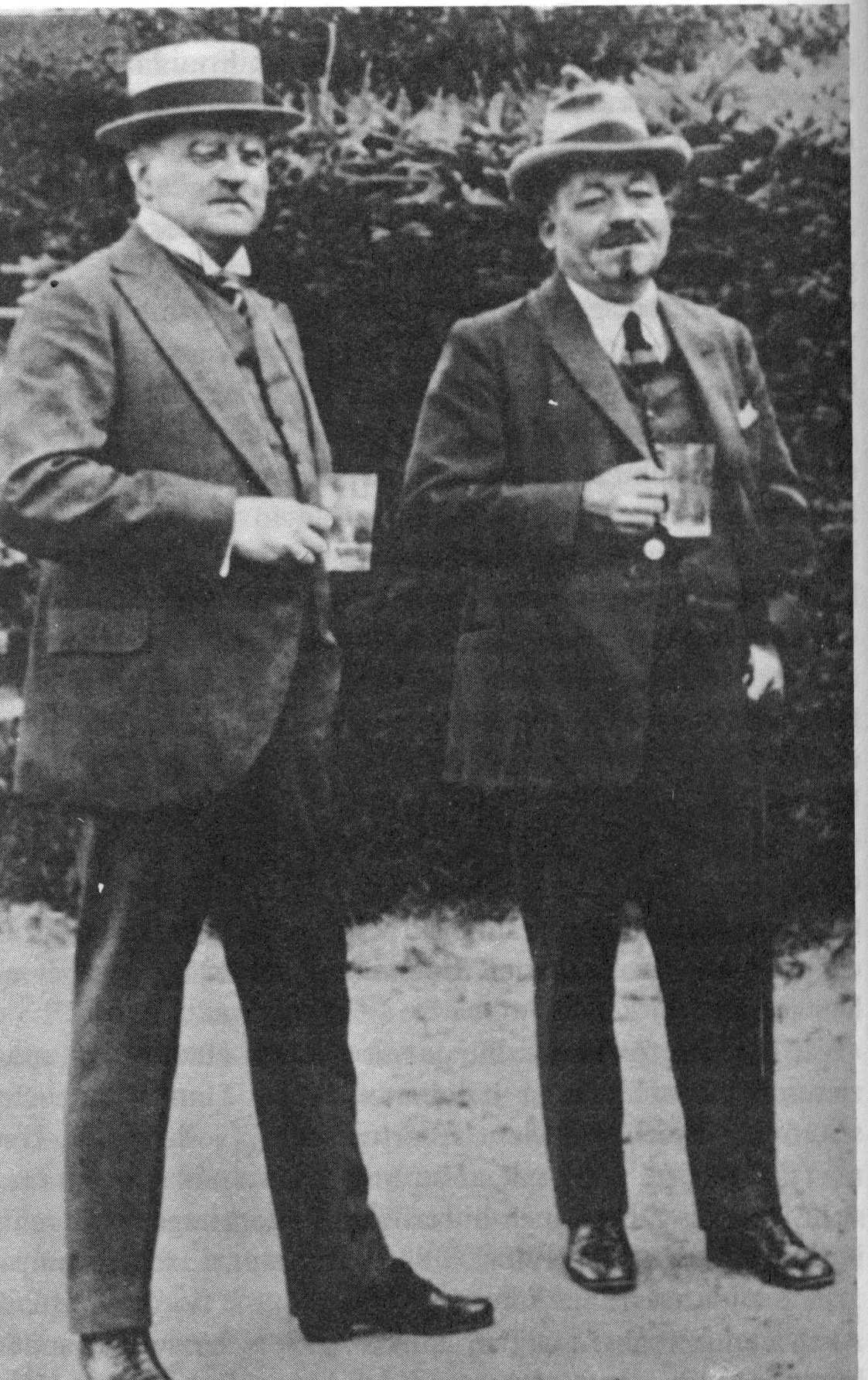
Meissner mit Friedrich Ebert während einer gemeinsamen Kur in Bad Mergentheim, 1922

In Anerkennung dieser Leistungen – die Meissner vor allem aufgrund seiner Russischkenntnisse, seines Organisationsgeschicks und seiner intimen bahnbetrieblichen Kenntnisse erbrachte – ernannte der kurz zuvor neugewählte erste Reichspräsident, Friedrich Ebert, Meissner zum Vortragenden Rat und stellvertretenden Leiter seines Büros. Die ihm zeitgleich – als geborenem Elsässer – angetragene französische Staatsbürgerschaft sowie eine hohe Stellung als Regierungsrat der neu gegründeten französischen Verwaltung in Straßburg lehnte Meissner dagegen ab.
1919 verfasste Meissner den offiziellen Kommentar zur Weimarer Verfassung, der bis in die 1930er Jahre in allen Behörden und Ämtern des Reiches verwendet wurde.
Als Ebert 1919 vom Reichstag beauftragt wurde, eine Nationalhymne für die neu gegründete Weimarer Republik vorzuschlagen, die die alte kaiserliche Nationalhymne „Heil dir im Siegerkranz“ ersetzen sollte, bat der Reichspräsident Meissner, den er als guten Kenner des deutschen Liedgutes kannte, um seinen Rat. Meissner schlug vor, das Deutschlandlied des August Heinrich Hoffmann von Fallersleben zur neuen Hymne zu machen. Diese Idee griff Ebert dem Reichstag gegenüber auf, der sie annahm. Danach blieb das Deutschlandlied in der Weimarer Zeit und auch unter der Herrschaft Hitlers bis 1945 Nationalhymne und wurde dies auch erneut nach der Gründung der Bundesrepublik Deutschland 1949.

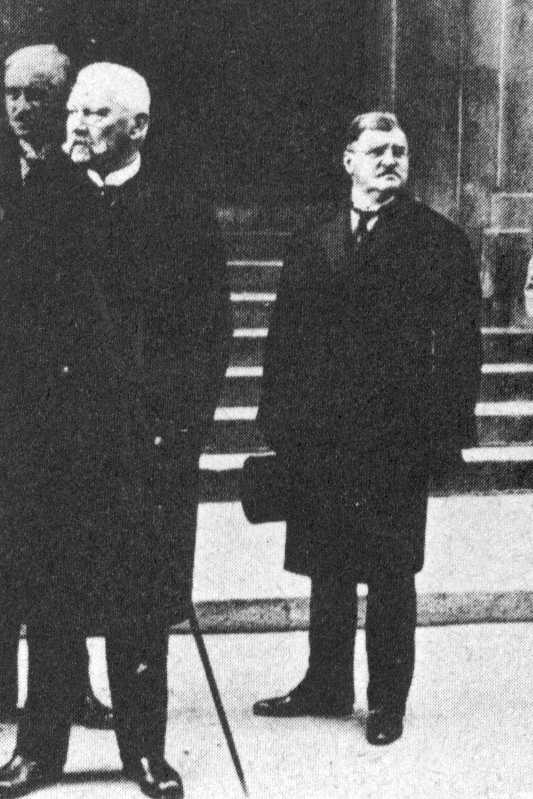
Meissner mit Paul von Hindenburg (um 1930)

Nachdem Meissners Vorgesetzter Rudolf Nadolny 1920 als deutscher Gesandter nach Schweden gegangen war, rückte Meissner Anfang 1920 in Nadolnys Position als Leiter des Büros des Reichspräsidenten nach. Als solcher diente Meissner nacheinander den Reichspräsidenten Friedrich Ebert (1919–1925) und Paul von Hindenburg (1925–1934) und, unter veränderter Bezeichnung, Adolf Hitler (1934–1945). Dabei hatte er zunächst den Rang eines Geheimrates inne, wurde von Ebert zuerst zum Ministerialdirektor befördert (1920) und dann mit dem Titel eines Staatssekretärs bedacht (1923). Hindenburg gewährte ihm die Planstelle (d. h. auch die Bezüge) eines Staatssekretärs (1927).
Meissners Dienststelle befand sich (bis 1939) im sogenannten Palais des Reichspräsidenten in der Wilhelmstraße 73 im Berliner Regierungsviertel. Im selben Gebäude befand sich auch von 1919 bis 1939 seine 26 Zimmer umfassende Privatwohnung im rechten Seitenflügel (Meissnerflügel).

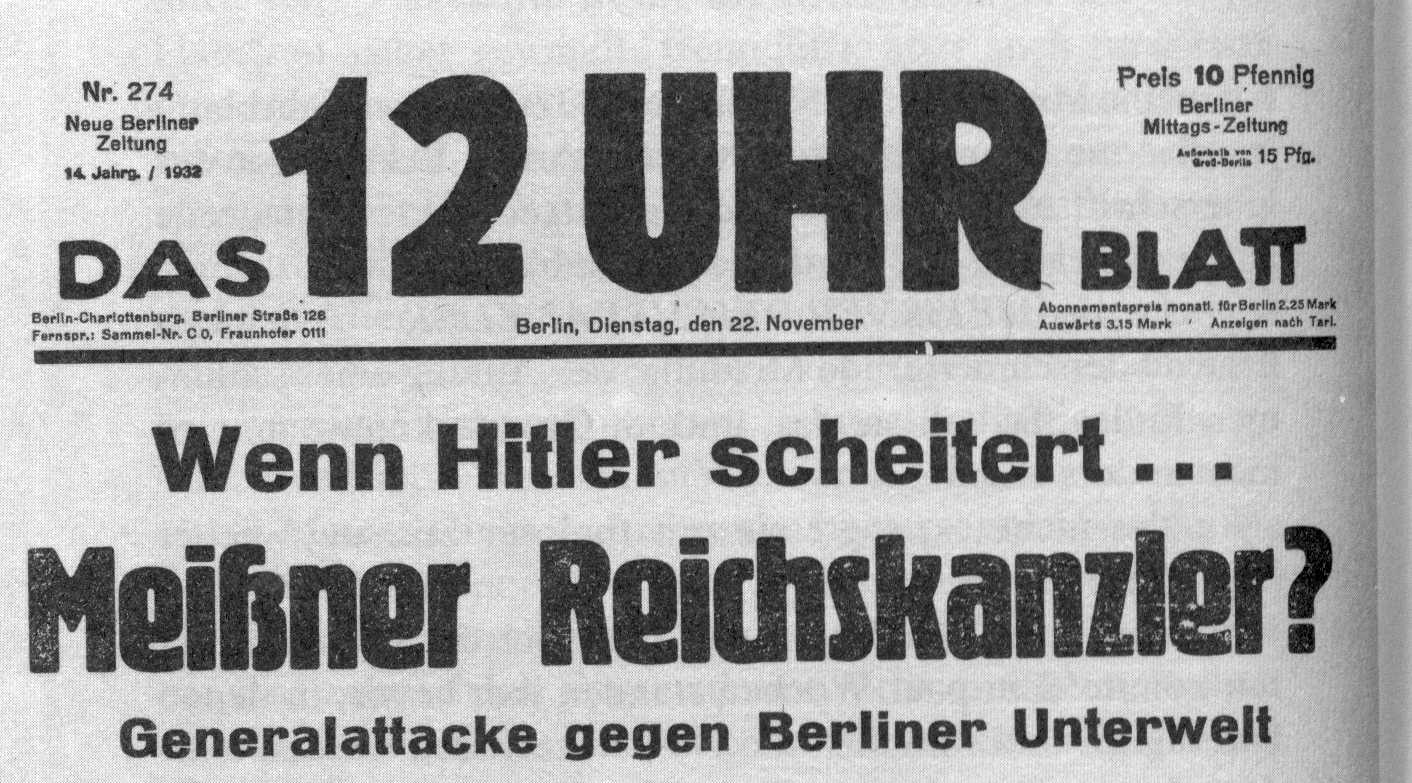
Titelseite im Zwölf Uhr Blatt zu Meissners möglicher Ernennung zum Reichskanzler, vom 22. November 1932

Meissners Einfluss auf den zweiten Reichspräsidenten Hindenburg ist umstritten. Zeitgenossen und der älteren Forschung galt er als Mitglied der Kamarilla, dessen Einfluss durch die große Nähe zum greisen Hindenburg beträchtlich sein musste. Das Zwölf Uhr Blatt erwog 1932 sogar die Ernennung Meissners zum Reichskanzler, ergänzte jedoch, dass er diese im Grunde gar nicht nötig habe, da er „auf dem Posten des Staatssekretärs einen kaum geringeren Einfluss auf die politischen Geschäfte“ habe.
Diesen Auffassungen widersprach Hindenburg-Biograf Wolfram Pyta. Meissner sei zwar Berater in verfassungsrechtlichen Fragen gewesen, doch Hindenburg habe sich nicht von Beamten wie Meissner abhängig machen wollen. Hindenburg habe keine Eigenmächtigkeiten Meissners erlaubt, während Meissner sich bedeckt gehalten und keine eigenen Ideen vorgebracht habe. Meissner habe befürchtet, das Wohlwollen des Reichspräsidenten und damit sein Amt zu verlieren, an das sich seine Frau wegen der damit verbundenen gesellschaftlichen Stellung gewöhnt hatte.
Auch Meissners Rolle bei der Ernennung Hitlers zum Reichskanzler im Dezember 1932 und Januar 1933 wird von Historikern in der Literatur kontrovers diskutiert. Gemeinsam mit Oskar von Hindenburg und Franz von Papen organisierte er die Verhandlungen mit Hitler zur Absetzung Kurt von Schleichers und zur Ernennung Hitlers zum Reichskanzler. Auf der Seite der NSDAP wurden die Gespräche durch den Bankier Kurt Freiherr von Schröder, Wilhelm Keppler und Joachim von Ribbentrop in die Wege geleitet. Weder Hitler noch Hindenburg wären Ende 1932 direkt aufeinander zugegangen – zu groß seien die persönlichen Abneigungen gewesen.

### Leiter der Präsidialkanzlei (1934–1945)
Nach dem Tod Hindenburgs und der Übernahme der Funktionen des Reichspräsidenten durch Hitler im August 1934 wurde Meissners Dienststelle in Präsidialkanzlei des Führers und Reichskanzlers umbenannt. Dabei kam es zu einer gewissen Kompetenzverschiebung: Meissners politische Machtfunktionen gingen auf Hitlers Veranlassung größtenteils auf Hans Heinrich Lammers, den Leiter der Reichskanzlei, über, während Meissner zusätzliche protokollarische Aufgaben erhielt. Wie Hans Heinrich Lammers gehörte Otto Meissner 1933 zu den Gründungsmitgliedern von Hans Franks nationalsozialistischer Akademie für Deutsches Recht.
Hitler ernannte Meissner am 1. Dezember 1937 zum Staatsminister im Rang eines Reichsministers. 1939 musste Meissner jedoch Amtssitz und Wohnung im Reichspräsidentenpalais zugunsten von Außenminister Ribbentrop räumen und zog mit Dienststelle und Dienstwohnung ins Schloss Bellevue, das zuvor zum Reichsgästehaus umgebaut worden war.

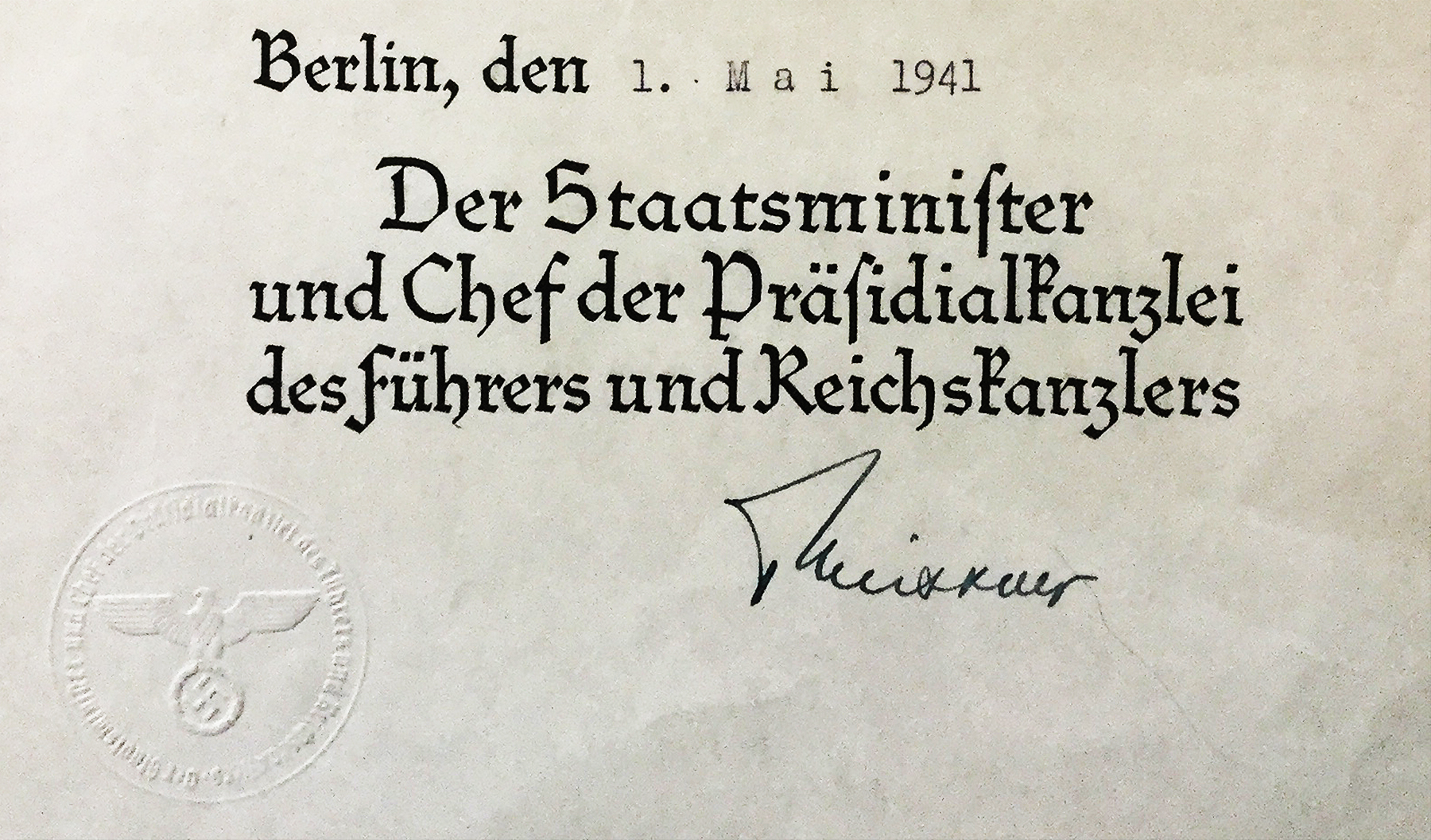
Meissners Unterschrift als Leiter der Präsidialkanzlei

Im Zug des Zweiten Weltkrieges fiel mit der Besetzung Frankreichs 1940 Meissners elsässische Heimat wieder an Deutschland. Meissner und der Volkstumspolitiker Robert Ernst sahen sich nach dem Muster des Reichsprotektorats Böhmen und Mähren schon als zukünftige Protektoren, wurden aber von den Gauleitern Josef Bürckel und Robert Wagner ausgebootet. Robert Ernst wurde noch Oberbürgermeister von Straßburg, Meissner blieb in seiner Stellung in Berlin und wurde Herausgeber zweier Bücher, mit denen die Annexion publizistisch abgesichert wurde.
Hitler traf Meissner zum letzten Mal am 13. März 1945, als Hitler ihm zu seinem 65. Geburtstag gratulierte und ihm einen Barscheck mit einer Dotation über 100.000 Reichsmark übergab.
Im Mai 1945 war Meissner – nachdem Hitler die Ämter des Kanzlers und des Präsidenten in seinem politischen Testament wieder voneinander getrennt hatte – noch einmal kurzzeitig unter seiner alten Amtsbezeichnung für den letzten Reichspräsidenten, Großadmiral Karl Dönitz, tätig.

### Spätes Leben (1945–1953)
Nach dem Zweiten Weltkrieg wurde Meissner am 23. Mai 1945 in Flensburg von den Alliierten verhaftet und im Camp Ashcan im luxemburgischen Bad Mondorf zusammen mit anderen hohen Funktionsträgern des NS-Regimes interniert. Im August 1945 wurde er nach Nürnberg überstellt und dort als Zeuge für die Nürnberger Prozesse vernommen. Dem stellvertretenden Hauptankläger der USA, Robert Kempner, war Meissner persönlich bekannt. Im Juli 1947 trat er als Entlastungszeuge für den angeklagten früheren Staatssekretär Franz Schlegelberger auf.
Der Prozess gegen Meissner selbst, der im Zuge des sogenannten Wilhelmstraßen-Prozesses stattfand und bei dem er wiederum auf Kempner traf, endete am 14. April 1949 mit einem Freispruch. Sein Verteidiger war Fritz Sauter. Unmittelbar nach seinem Freispruch wurde Meissner im Mai 1949 erneut, diesmal durch den Freistaat Bayern im Rahmen eines Münchner Spruchkammerverfahrens angeklagt und als „Belasteter“ eingestuft. Die Berufung wurde verworfen, das Verfahren im Januar 1952 eingestellt.
1950 veröffentlichte er seine Erinnerungen unter dem Titel Staatssekretär unter Ebert, Hindenburg und Hitler.

## Beurteilung durch Zeitgenossen und Nachwelt
André François-Poncet, langjähriger französischer Botschafter in Berlin, beschrieb Meissner im Rückblick wie folgt: „Ein apoplektischer Typ, rundlich und sehr korpulent – alle seine Anzüge waren ihm zu eng –, mit scheuem Blick hinter dicken Brillengläsern, eine undurchsichtige Persönlichkeit, mit allen Regierungen auf gutem Fuße und mit allen Heimlichkeiten betraut.“
Die Kritik, dass er sich dem NS-Regime nicht hätte zur Verfügung stellen dürfen, beantwortete Meissner in seinen Lebenserinnerungen mit der Erklärung, dass er sich „den neuen Pflichten nicht entziehen […] konnte und wollte“.

## Ehrungen und Auszeichnungen
Im Ersten Weltkrieg erhielt Meissner u. a. das Eiserne Kreuz II. und I. Klasse. Der abessinische Kronprinz Ras Tafari – später Haile Selassie – verlieh Meissner 1921 den Titel eines Ras von Abessinien, nachdem Ebert diese feudale Auszeichnung mit Verweis auf seine Funktion als Vorsitzender einer Arbeiterpartei abgelehnt hatte. Hitler verlieh Meissner anlässlich einer Gedenksitzung des Kabinetts am 30. Januar 1937 das Goldene Parteiabzeichen der NSDAP und Meissner war ab diesem Zeitpunkt automatisch Parteimitglied (Mitgliedsnummer 3.805.235). Meissner selbst behauptete dagegen in seinem mit Mai 1950 datierten Vorwort seiner über 600-seitigen Autobiografie Staatssekretär unter Ebert, Hindenburg, Hitler, dass er trotz seiner Zugehörigkeit zur Entourage Hitlers „immer parteipolitisch ungebunden“ gewesen sei und „auch nie der NSDAP oder einer ihrer Gliederungen angehört“ habe.

## Schriften
- Die Reichsverfassung. Das neue Reichstaatsrecht für den Praktischen Gebrauch. Berlin 1919.
- Das neue Staatsrecht des Reichs und seiner Länder. Berlin 1921.
- Grundriß der Verfassung und Verwaltung des Reichs und Preußens nebst Verzeichnis der Behörden und ihres Aufgabenkreises. Berlin 1922.
- Staatsrecht des Reichs und seiner Länder. Berlin 1923.
- Staats- und Verwaltungsrecht im Dritten Reich. Berlin 1935.
- Deutsches Elsaß, deutsches Lothringen. Ein Querschnitt aus Geschichte, Volkstum und Kultur. Otto Karl Stollberg Verlag, Berlin 1941.
- Elsaß und Lothringen, Deutsches Land. Verlagsanstalt Otto Stollberg, Berlin 1941 (324 S.).
- Staatssekretär unter Ebert, Hindenburg, Hitler. Der Schicksalsweg des deutschen Volkes von 1918–1945. Wie ich ihn erlebte. Hamburg 1950 (auch Ebert, Hindenburg, Hitler. Erinnerungen eines Staatssekretärs 1918–1945. München 1991).